# Lavallée (Meuse)
Lavallée é uma comuna francesa na região administrativa de Grande Leste, no departamento de Meuse. Estende-se por uma área de 12,58 km². Em 2010 a comuna tinha 98 habitantes (densidade: 7,8 hab./km²).